# Cycethra verrucosa
Cycethra verrucosa är en sjöstjärneart som först beskrevs av Philippi 1857.  Cycethra verrucosa ingår i släktet Cycethra och familjen Ganeriidae.

## Underarter
Arten delas in i följande underarter:
- C. v. verrucosa
- C. v. mawsoni